# Prapag Lor (Pituruh)
Prapag Lor is een bestuurslaag in het regentschap Purworejo van de provincie Midden-Java, Indonesië. Prapag Lor telt 1699 inwoners (volkstelling 2010).